# Návesní rybník (Přívrat)
Návesní rybník, někdy nazývaný též Horní rybník, je rybník o rozloze vodní plochy asi 0,5 ha, zhruba obdélníkovitého tvaru o rozměrech asi 60 × 50 m, nalézající se na potoce Řetovka v centru vesnice Přívrat v okrese Ústí nad Orlicí.
Rybník je využíván pro chov ryb.

## Galerie

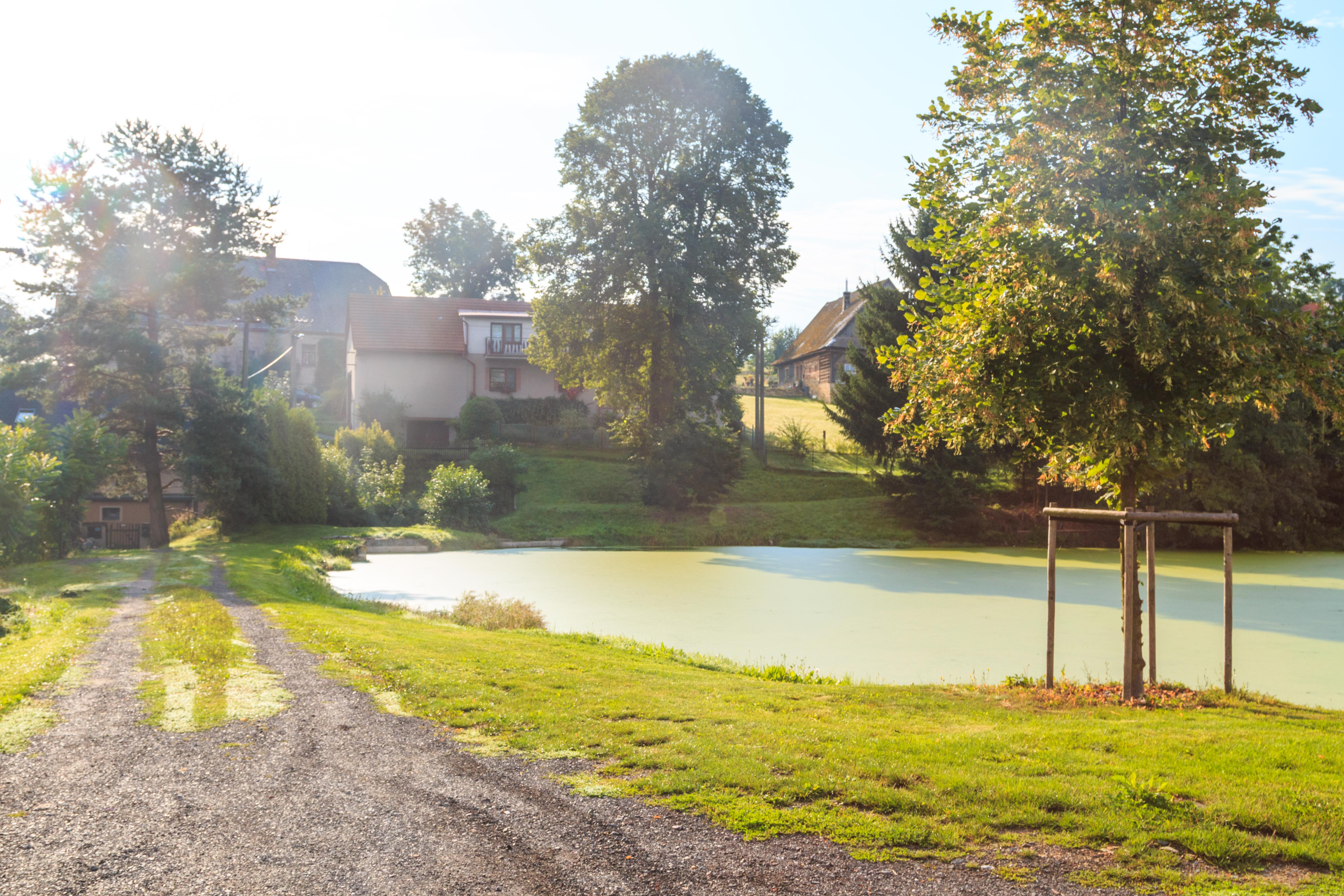
Návesní rybník v Přívratu